# Cattedrale della Madre di Dio (Batumi)
La cattedrale della Madre di Dio (in georgiano ღვთისმშობლის სახელობის ეკლესია?) è una cattedrale ortodossa di Batumi, in Georgia. Fu costruita tra la fine del XIX secolo e l'inizio del XX in stile neogotico. Prima di divenire una cattedrale ortodossa appartenne alla comunità cattolica della città.

## Storia

Veduta notturna

Quando l'Agiaria fu annessa all'Impero russo molti cittadini stranieri giunsero a Batumi. Tra loro anche persone di confessione cattolica. Poiché in città erano assenti edifici di culto cattolico, i fedeli chiesero alle autorità il permesso di costruire una nuova chiesa. L'edificio fu realizzato grazie alle donazioni dei fedeli stessi, ma uno dei maggiori finanziatori fu il petroliere Stefan Zubalashvili. I lavori durarono dal 1898 al 1902. La cerimonia di consacrazione ebbe luogo nel 1903.
Dopo la rivoluzione d'ottobre la chiesa fu confiscata dalle autorità sovietiche e adibita a vari usi. La comunità cittadina e i fedeli si batterono a lungo per restituire l'edificio alla propria destinazione religiosa. Tra i difensori della cattedrale si distinse lo scrittore Konstantine Gamsakhurdia. Il regista Tengiz Abuladze nel suo film Pentimento (1984) menzionò il problema, incrementandone la risonanza a livello nazionale.
Quando la cattedrale fu restituita al culto vennero realizzati dei lavori di restauro. L'edificio fu affidato alla Chiesa ortodossa georgiana, nonostante fosse stato originariamente costruito per i cattolici. Il 16 maggio 1989 il patriarca Elia II celebrò il rito di consacrazione della cattedrale. Nel corso della cerimonia ben 5.000 persone ricevettero il battesimo.
La comunità cattolica utilizza la chiesa dello Spirito Santo, consacrata nel 2000.